# Dmitry Mirimanoff
Demetrius Mirimanoff — (ou parfois Dmitry ou Dimitry) Semionovich Mirimanoff russe : Дми́трий Семёнович Мирима́нов — est un mathématicien russe, naturalisé suisse, né le 13 septembre 1861 en Russie (à Pereiasslavl-Zalesski). Il est décédé le 5 janvier 1945.
À l'âge de 19 ans, Dmitry Mirimanoff vient faire ses études en France, à Montpellier, puis à Paris où il suit les cours de Jean-Claude Bouquet, Émile Picard, Paul Appell, Charles Hermite, et Henri Poincaré. Il part ensuite pour Genève, où il prend la nationalité suisse, et y passe son doctorat de mathématiques en 1900. Il enseigne à l'université de Genève de 1901 à 1936, d'abord comme privat-docent puis comme professeur. Il enseigne également temporairement à l'université de Fribourg et à celle de Lausanne.
Il est surtout connu pour ses travaux en théorie des nombres (en particulier sur le dernier théorème de Fermat), et en théorie des ensembles où ses articles sur les ordinaux et la bonne fondation de la relation d'appartenance sur l'univers ensembliste préfigurent ceux de von Neumann. Il a travaillé également en géométrie élémentaire, en algèbre, en analyse et en théorie des probabilités.

## Publications
- D. Mirimanoff, "Sur la Congruence (rp−1 − 1):p ≡ qr," Journal für die reine und angewandte Mathematik 115 (1895), pp. 295–300 . Some corrections are given in the 1937 paper below.
- D. Mirimanoff, "Sur le dernier théorème de Fermat et le Critérium de M. A. Wieferich," L'Enseignement Mathématique 11 (1909), pp. 455–459 .
- D. Mirimanoff, "Sur le dernier théorème de Fermat," Comptes rendus hebdomadaires des séances de l'Académie des Sciences 150 (1910), pp. 204–206; a revised and expanded version of this paper appeared under the same title in Journal für die reine und angewandte Mathematik 139 (1911), pp. 309–324 .
- D. Mirimanoff, "Sur les nombres de Bernoulli," L'Enseignement Mathématique 36 (1937), pp. 228–235 .
- Mirimanoff, D. (1917). Les antinomies de Russell et de Burali-Forti et le problème fondamental de la théorie des ensembles. Enseignement mathématique. Vol. 19, 37-53.